# Mikwe (Griedel)

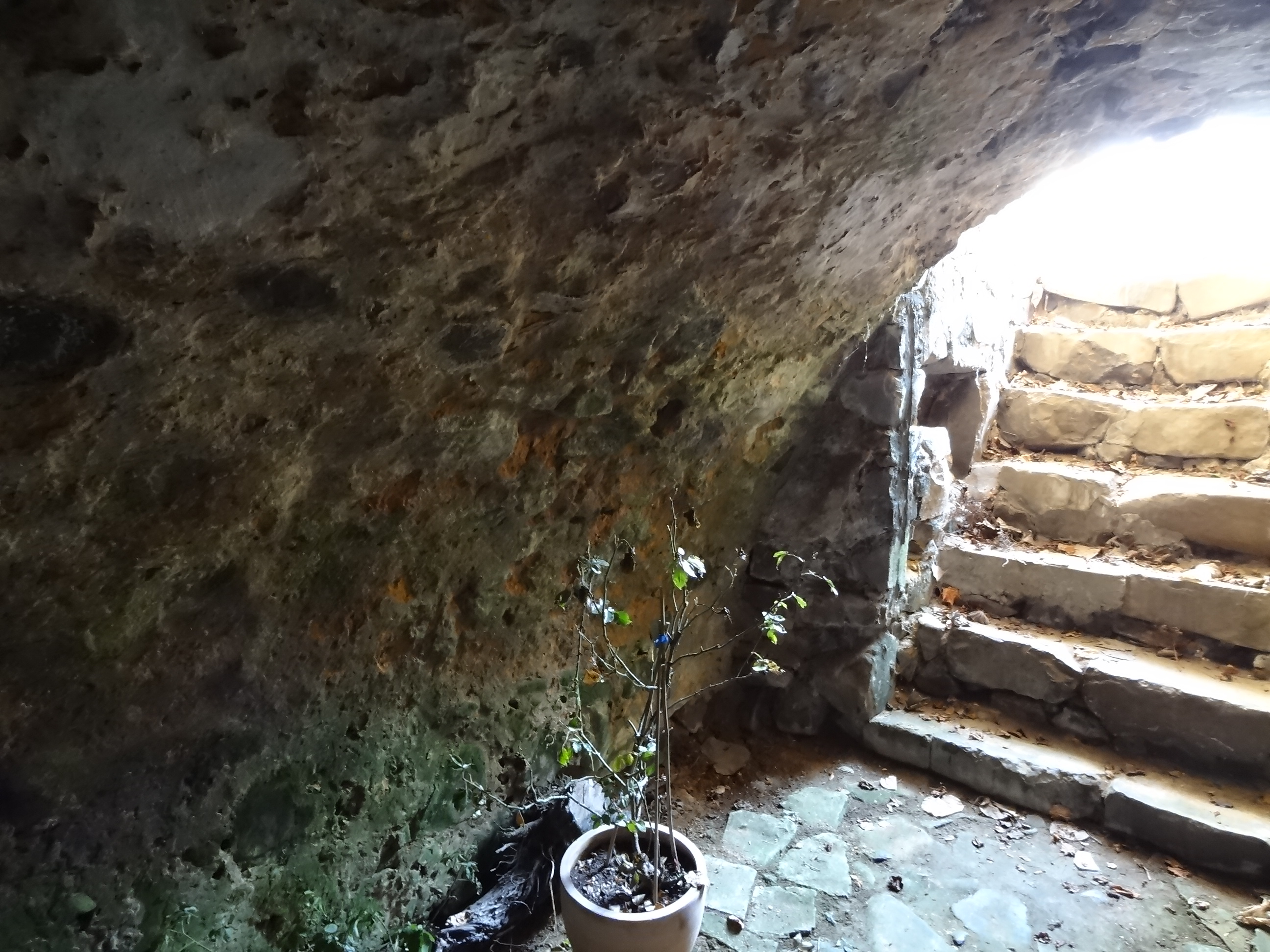
Eingang zur Mikwe in Griedel

Die Mikwe in Griedel, einem Stadtteil von Butzbach im Wetteraukreis in Hessen, wurde 1984 entdeckt. Die Mikwe an der Brudergasse 15, im Hinterhof eines größeren Wohnhauses, ist ein geschütztes Kulturdenkmal.

## Beschreibung
Es wird vermutet, dass die Mikwe im 19. Jahrhundert entstanden ist, als das Anwesen in jüdischen Besitz überging. Die Anlage des rituellen Tauchbads stellt einen selbständigen Baukörper aus Basaltbruchsteinen dar und ist nicht in ein bestehendes Gebäude integriert. Das Aussehen ist einem Gewölbekeller sehr ähnlich.

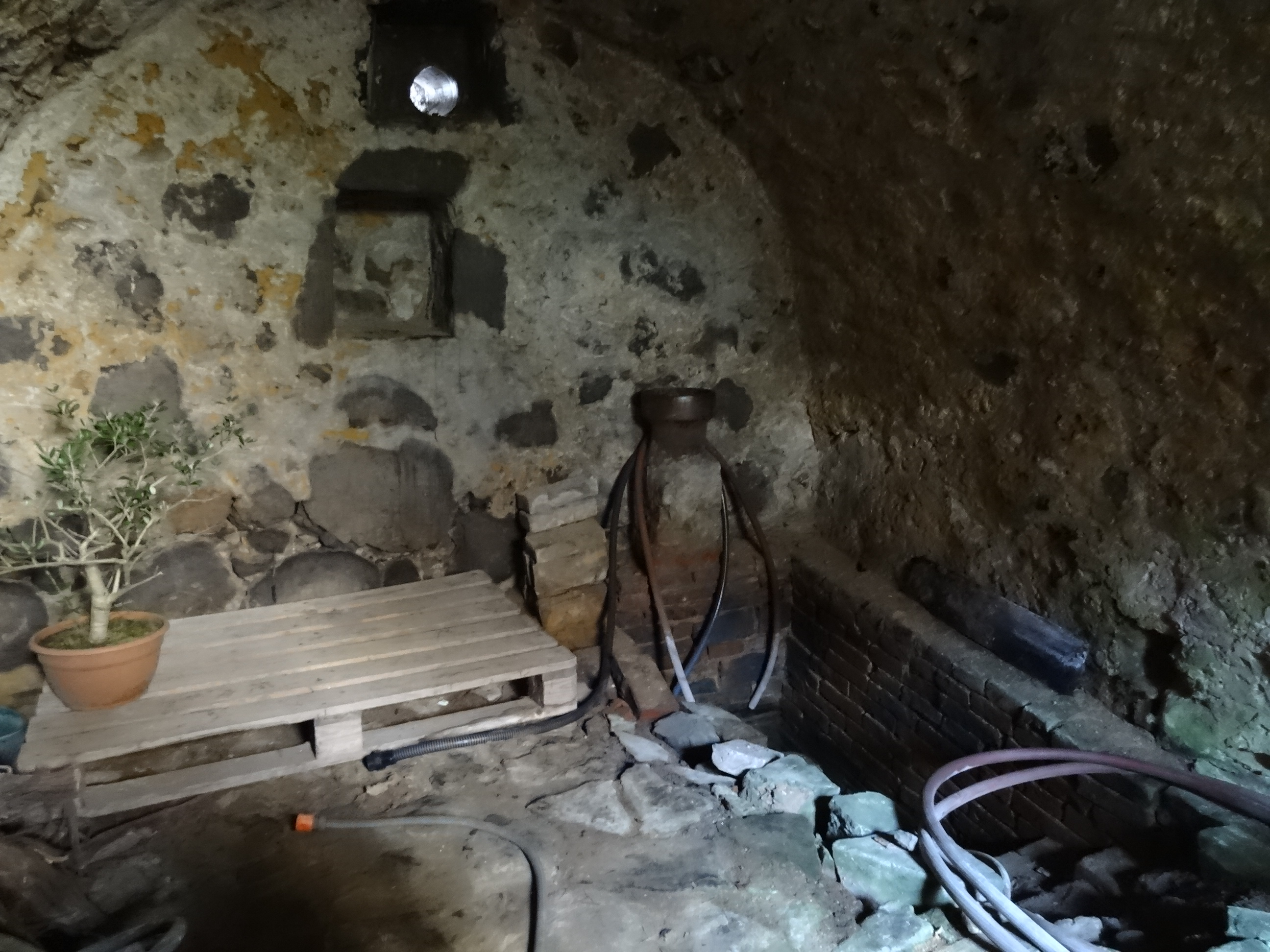
Tauchbecken
Das Tauchbecken ist 85 cm breit und 140 cm lang. Die Tiefe beträgt 105 cm. Die vier Stufen, die in das Tauchbecken führen, sind sehr steil. Die Wände sind mit Backsteinen verkleidet und der Boden ist mit Eichenbohlen ausgelegt.